# Colchicum rausii
Colchicum rausii är en tidlöseväxtart som beskrevs av Karin Persson. Colchicum rausii ingår i släktet tidlösor, och familjen tidlöseväxter. Inga underarter finns listade i Catalogue of Life.